# Polytrichadelphus peruvianus
Polytrichadelphus peruvianus är en bladmossart som beskrevs av Brotherus 1906. Polytrichadelphus peruvianus ingår i släktet Polytrichadelphus och familjen Polytrichaceae. Inga underarter finns listade i Catalogue of Life.